# Демура, Степан Геннадьевич
Степа́н Генна́дьевич Дему́ра (род. 12 августа 1967, Москва) — российский финансовый и биржевой аналитик, педагог, трейдер. Бывший обозреватель и ведущий телеканала РБК и радио Finam FM.

## Биография
Родился 12 августа 1967 года в Москве.
В 1990 году окончил МФТИ по специальности «инженер-ракетчик» и Чикагский университет со степенью доктора философии по прикладной математике.
12 лет работал в США как консультант и финансовый инженер, семь лет преподавал в Школе бизнеса Чикагского университета. На российском фондовом рынке работает с 2004 года.

### Карьера на телевидении и радио
В России сделал карьеру на телевидении в качестве ведущего финансовых программ на РБК, но был уволен за замечания в адрес коллег в непрофессионализме (руководство канала посчитало, что он нарушил профессиональную этику):
У меня есть предложение к господину Любимову, поскольку он бизнесмен. У нас в программе «Финансовые новости» есть девять человек, которые анализируют рынок. Почему бы не сделать маленькое соревнование между всеми нами? Мы все высказываем свою точку зрения на рынок. Условия очень простые — разрешается одна сделка в неделю, поскольку мы все говорим о среднесрочных трендах. В чём фишка — люди будут более ответственны в том, что они говорят о рынке. Потому что по результатам квартала двое из списка, которые сделали наименьший процент, идут работать в «Утро» с Даной Борисовой, у них вычитается из зарплаты 10 процентов, которые идут на следующий квартал, тому, кто занял первое место. Это дисциплина. Потому что каждый раз, когда вы будете пытаться открыть сделку, вы будете думать — для разнообразия. А когда вы начнёте думать, в эфире будет меньше мусора и базара.
По словам Степана Демуры, из РБК он был уволен по причине того, что предсказал падение ВВП в России, а также за критику действий российского президента Владимира Путина. Тем не менее, он до сих пор регулярно появляется в эфире канала. С 2013 года также вёл авторскую программу на радиостанции Финам FM.

### Популярность в социальных сетях
Благодаря своей медиакарьере стал весьма известной персоной в социальных сетях. Особой популярностью прогнозы Степана Демуры начали пользоваться во время мирового кризиса 2008 года, когда он заблаговременно предсказал спад на ипотечном рынке США. Также аналитик предупреждал о падении цен на нефть и курса рубля в 2014 году. 
В июне 2024 Степан Геннадьевич завёл свой личный канал в Telegram - https://t.me/sgdemura, где делится своим мнением касательно происходящих событий как на бирже, так и в политике.

## Взгляды и высказывания
Является сторонником волновой теории Эллиотта в анализе финансовых рынков.
Известен независимой как от неолибералов, так и от консерваторов точкой зрения, которая часто также существенно отличается от мнения большинства аналитиков.
Сам лично себя считает либерал-националистом.

### Об образовании
Система образования уничтожается… В чём смысл образования? Этот смысл был реализован и в советской школе, и в советском высшем образовании, кстати, он сейчас очень хорошо реализован у финнов, которые у нас скопировали систему образования в середине 60-х.
Образование служит не столько созданию человека с энциклопедическими знаниями, а созданию человека, который умеет думать. Это очень опасная тенденция для власть предержащих. Поэтому, как мы видим, даже по нашей стране, образование уничтожается в этом смысле, а заменяется натаскиванием обезьян на выбор одного из четырёх предметов… Всё это ведёт к созданию таких тупых потребителей, которые приходят в магазин, видят 4 товара или 4 предмета на полке. Их основная задача — выбрать из четырёх предлагаемых вариантов. Вот к чему сводится вся система образования…